# Joviniano
Monge cristão, cuja pregação heterodoxa remonta à década de 390 E.C.

## Biografia
Joviniano, viveu entre 340-400 E.C., foi um monge em Roma cuja ideias sobre a regeneração pelo batismo fez com que rejeitasse o ascetismo de seu tempo. Para ele, todos os cristãos, uma vez batizados e não tendo degenerado, receberiam de Deus a mesma recompensa, não importando de eram casados ou celibatários.
Assim, extraídas do livro de Jerônimo de Estridão as quatros teses principais do monge Joviniano defendida em seus Comentários eram:
[...] Disse que os méritos de todas as mulheres (virgens, casadas ou viúvas) que tem recebido o batismo são exatamente o mesmo, com tal de que seja o mesmo seu cumprimento da lei divina. Afana-se por demonstrar que qualquer pessoa que tenha recebido sinceramente o batismo estava completamente livre das tentações do diabo. Em terceiro lugar, propõe que entre uma pessoa que jejua e uma que come não existe diferença, se os alimentos são consumidos depois de dar graças a Deus. Portanto, toda abstinência e jejum são inúteis. Em quarto e último lugar, todo batizado fiel a seu batismo obterá idêntica recompensa no reino dos céus [...] (Contra Joviniano I, 3).

Foi condenado pelos bispos de Roma e Milão, Sirício e Ambrósio, e deportado para uma ilha.
Conhecemos seus ensinamentos através da virulenta obra de contestação, escrita por (São) Jerônimo, por volta de 393 E.C., Adversus Iovinianum.